# 미첼 릭턴스타인
미첼 릭턴스타인(영어: Mitchell Lichtenstein, 1956년 3월 10일 ~ )은 미국의 배우, 영화 감독이다. 팝 아티스트 로이 리히텐슈타인의 아들이다. 클리블랜드에서 태어났다.

## 영화
- 안젤리카 (2015년)
- 해피 티어스 (2009년)
- 티스 (2007년)
- 플로리스 (1999년)
- 결혼 피로연 (1993년)
- 법과 질서 (1990년)
- 정의의 사관 (1983년)
- 스트리머 (1983년)